# Oksidacioni agens
Oksidacioni agens (oksidans, oksidizer) se može definisati kao supstanca koja uklanja elektrone sa nekog drugog reaktanta u redoks hemijskoj reakciji. Oksidacioni agens se redukuje preuzimanjem elektrona na sebe, dok se reduktans oksiduje dajući elektrone. Kiseonik je dobar primer oksidacionog agensa među mnogobrojnim drugim jedinjenjima. Уобичајени оксиданти су кисеоник, водоник пероксид и халогени.
Oksidaciono sredstvo je hemijska vrsta koja prolazi kroz hemijsku reakciju u kojoj dobija jedan ili više elektrona. U tom smislu, to je jedna komponenta u oksidaciono-redukcionoj (redoks) reakciji. Oksidaciono sredstvo je isto tako hemijska vrsta koja prenosi elektronegativne atome, obično kiseonik, na supstrat. Sagorevanje, mnogi eksplozivi i organske redoks reakcije obuhvataju reakcije prenosa atoma.

## Elektronski akceptori
Elektronski akceptori učestvuju u reakcijama prenosa elektrona. U tom kontekstu, oksidaciono sredstvo se naziva akceptor elektrona, a redukciono sredstvo donator elektrona. Klasično oksidaciono sredstvo je ferocenijum jon Fe(C
5H
5)+
2, koji prihvata elektron da formira . Jedan od najjačih akceptora na tržištu je magično plavo, radikalni katjon izveden iz .
Dostupne su opsežne tabele za rangiranje svojstava prihvatanja elektrona za različite reagense (redoks potencijali), pogledajte standardni potencijal elektroda.

## Reagensi atomskog transfera
U uobičajenijoj upotrebi, oksidaciono sredstvo prenosi atome kiseonika na supstrat. U tom kontekstu, oksidaciono sredstvo se može nazvati oksigenacionim reagensom ili agensom transfera atoma kiseonika (OAT). Primeri uključuju MnO−
4 (permanganat), CrO2−
4 (hromat), OsO4 (osmijum tetroksid), a posebno ClO−
4 (perhlorat). Uočite da su sve ove vrste oksidi.
U nekim slučajevima, ovi oksidi mogu poslužiti i kao akceptori elektrona, što je ilustrovano konverzijom MnO−
4 u MnO2−
4, manganat.

## Definicija opasnih materijala
Po definiciji oksidacionog sredstva kao opasnog tereta to je supstanca koja može izazvati ili doprineti sagorevanju drugog materijala. Prema ovoj definiciji, neki materijali koje analitički hemičari klasifikuju kao oksidancione agense nisu klasifikovani kao takvi u smislu opasnih materijala. Primer je kalijum dihromat, koji ne ispunjava kriterije oksidacionih agenasa kao opasnih materija.
Ministarstvo transporta SAD specifično definiše oksidacione agense. Postoje dve definicije oksidacionih agenasa prema DOT propisima. One su Klasa 5; Odeljak 5.1(a)1 i Klasa 5; Odeljak 5.1(a)2. Odeljak 5.1 „označava materijal koji generalno otpuštanjem kiseonika može izazvati ili pojačati sagorevanje drugih materijala.” Odeljak 5.(a)1 DOT koda primenjuje se na čvrste oksidante „ako je, kada se testira u skladu sa Priručnikom za ispitivanja i kriterijume UN (IBR, vidi § 171.7 ovog potpoglavlja), njegovo srednje vreme gorenja manje ili jednako od vremena sagorevanja mešavine 3:7 kalijum bromata/celuloze.” 5.1(a)2 DOT koda primenjuje se na tečne oksidanse „ako se, kada se testira u skladu sa UN Priručnikom za ispitivanja i kriterijume, spontano zapali ili ako je njegovo srednje vreme za porast pritiska sa 690 kPa na 2070 kPa manje od vremena mešavine 1:1 azotne kiseline (65 procenata)/celuloze.”

## Primeri oksidacije
Formiranje gvožđe(III) oksida;
U gornjoj jednačini, gvožđe (Fe) ima oksidacioni broj 0 pre i 3+ nakon reakcije. Za kiseonik (O) početni oksidacioni broj je 0 i smanjuje se do 2−. Te promene se mogu posmatrati kao dve polureakcije, koje se istovremeno odvijaju:
1. Polureakcija oksidacije:
2. Polureakcija redukcije:

Gvožđe (Fe) je postalo oksidovano, jer je njegov oksidacioni broj povećan. Ono je redukcioni agens, jer je dalo elektrone kiseoniku (O). 
Kiseonik (O) je redukovan, jer je njegov oksidacioni broj umanjen. On je oksidacioni agens, jer je uzeo elektrone sa gvožđa (Fe).

### Uobičajeni oksidacioni agensi i njihovi proizvodi
| Agens                                            | Produkt(i)                                  |
| ------------------------------------------------ | ------------------------------------------- |
| 2 kiseonik                                       | Razni, među kojima su oksidi i 2            |
| ozon                                             | Razni, neki od njih su: ketoni, aldehidi, i |
| 2 fluor                                          |                                             |
| hlor                                             |                                             |
| brom                                             |                                             |
| jod                                              |                                             |
| hipohlorit                                       |                                             |
| hlorat                                           |                                             |
| azotna kiselina                                  | azot monoksid azot dioksid                  |
| Heksavalentni hrom hrom trioksid hromat dihromat |                                             |
| permanganat manganat                             | (kiseli) ili (bazni)                        |
| , drugi peroksidi                                | Razni, npr. oksidi i                        |

## Literatura
- Jensen, W.B. (1980). The Lewis acid-base concepts : an overview. New York: Wiley. ISBN 0-471-03902-0.
- „Electron acceptor”. The IUPAC Compendium of Chemical Terminology. IUPAC Gold Book. 2014. ISBN 978-0-9678550-9-7. doi:10.1351/goldbook.E01976. Приступљено 21. 4. 2018.
- Phillips, John; Strozak, Victor; Wistrom, Cheryl (2000). Chemistry: Concepts and Applications. Glencoe McGraw-Hill. стр. 558. ISBN 978-0028282107. „Students often are confused when associating reduction with the gain of electrons.”
- Robertson, William (2010). More Chemistry Basics. National Science Teachers Association. стр. 82. ISBN 978-1-936137-74-9.
- Rodgers, Glen (2012). Descriptive Inorganic, Coordination, and Solid-State Chemistry. Brooks/Cole, Cengage Learning. стр. 330. ISBN 978-0-8400-6846-0.
- Zumdahl, Steven; Zumdahl, Susan (2009). Chemistry. Houghton Mifflin. стр. 160. ISBN 978-0-547-05405-6.
- Schüring, J. (2000). Redox: Fundamentals, Processes and Applications. Springer. ISBN 978-3-540-66528-1.
- Piepho, Susan B.; Krausz, Elmars R.; Schatz, P. N. (1978). „Vibronic coupling model for calculation of mixed valence absorption profiles”. Journal of the American Chemical Society. 100 (10): 2996—3005. doi:10.1021/ja00478a011.; Publication Date: May 1978
- Beratan, D. N.; Betts, J. N.; Onuchic, J. N. (1991). „Protein Electron Transfer Rates Set by the Bridging Secondary and Tertiary Structure”. Science. 252 (5010): 1285—1288. Bibcode:1991Sci...252.1285B. PMID 1656523. doi:10.1126/science.1656523.
- Jensen, W.B. (1980). The Lewis acid-base concepts : an overview. New York: Wiley. ISBN 0-471-03902-0.
- Quiroz-Guzman, Mauricio; Brown, Seth N. (2010). „Tris(4-bromophenyl)aminium hexachloridoantimonate ('Magic Blue'): A strong oxidant with low inner-sphere reorganization”. Acta Crystallographica Section C. 66 (7): m171—m173. PMID 20603548. doi:10.1107/S0108270110019748.
- Schmidt, Werner; Steckhan, Eberhard (1980). „Über organische Elektronenüberträgersysteme, I. Elektrochemische und spektroskopische Untersuchung bromsubstituierter Triarylamin‐Redoxsysteme”. Chemische Berichte. 113 (2): 577—585. doi:10.1002/cber.19801130215.
- Chemistry LibreTexts (2021-04-26). „P1: Standard Reduction Potentials by Element”. Chemistry LibreTexts. Приступљено 2021-11-30.
- „Standard Reduction Potentials” (PDF). csun.edu (на језику: енглески). California State University, Northridge (CSUN). Архивирано (PDF) из оригинала 2017-12-15. г. Приступљено 2021-11-30.
- Bratsch, Steven G. (1989). „Standard electrode potentials and temperature coefficients in water at 298.15 K” (PDF). nist.gov (на језику: енглески). Приступљено 2021-11-30.
- Wardman, Peter (1989). „Reduction potentials of one-electron couples involving free radicals in aqueous solution” (PDF). srd.nist.gov (на језику: енглески). Архивирано (PDF) из оригинала 2022-10-09. г. Приступљено 2021-11-30.
- Bard, A.J.; Faulkner, L.R. (2001). Electrochemical Methods. Fundamentals and Applications (2nd изд.). Wiley. ISBN 9781118312803.
- Pourbaix, Marcel (1966). Atlas of Electrochemical Equilibria in Aqueous Solutions. Houston, Texas; Cebelcor, Brussels: NACE International. OCLC 475102548.
- Atkins, Peter W. (1997). Physical Chemistry (6th изд.). W.H. Freeman. ISBN 9780716734659.
- Aylward, Gordon; Findlay, Tristan (2008). SI Chemical Data (6th изд.). Wiley. ISBN 978-0-470-81638-7.
- Pang, Suh Cem; Chin, Suk Fun; Anderson, Marc A. (јул 2007). „Redox equilibria of iron oxides in aqueous-based magnetite dispersions: Effect of pH and redox potential”. J. Colloid Interface Sci. 311 (1): 94—101. Bibcode:2007JCIS..311...94P. PMID 17395194. doi:10.1016/j.jcis.2007.02.058. Приступљено 2017-03-26.

## Spoljašnje veze
- http://www.jesuitnola.org/upload/clark/Refs/red_pot.htm Архивирано 2008-07-20 на сајту
- https://web.archive.org/web/20150924015049/http://www.fptl.ru/biblioteka/spravo4niki/handbook-of-Chemistry-and-Physics.pdf
- http://hyperphysics.phy-astr.gsu.edu/Hbase/tables/electpot.html#c1